# Thomas Müller
Thomas Müller (Weilheim-Schongau, Baviera, 13 de septiembre de 1989) es un futbolista alemán que juega de delantero o centrocampista en el  Vancouver Whitecaps F. C. de la Major League Soccer.
Ha sido el máximo goleador más joven en una edición del mundial, ya que fue el goleador en la Copa Mundial de Sudáfrica 2010 con 20 años y 10 meses. Es el futbolista con más asistencias en la historia de la Bundesliga desde que estas se contabilizan. Es el tercer máximo goleador de la historia del Bayern de Múnich. Es el alemán que más goles anotó en la Liga de Campeones de la UEFA desde que esta se denomina así. Fue el jugador que más kilometraje realizó en la Copa Mundial de Brasil 2014, que finalmente ganó: recorrió 83,957 km. También es el futbolista que más victorias registra con la camiseta del Bayern de Múnich en la historia de la Bundesliga: quebró el récord establecido por Oliver Kahn de 260 en noviembre del 2020. El 19 de noviembre de 2021, se convirtió en el tercer jugador en la historia en disputar 600 o más partidos con el Bayern de Múnich, pero el primer futbolista de campo que lo hace, ya que solo disputaron más partidos que él los arqueros Sepp Maier (674) y Oliver Kahn (630). Desde el 20 de septiembre de 2023, es el tercer jugador con más partidos ganados en la historia de la Liga de Campeones de la UEFA con 100 partidos ganados en 143 apariciones, solo por debajo de Iker Casillas, con 101 partidos en 177 apariciones, y Cristiano Ronaldo, con 115 victorias en 183 apariciones.
Se formó como futbolista profesional en la cantera del Bayern de Múnich.
Debutó con el primer equipo el 15 de agosto del año 2008 bajo las órdenes del técnico alemán Jürgen Klinsmann reemplazando a Miroslav Klose en un partido de la Bundesliga en la que el Bayern jugó contra el Hamburgo en el Allianz Arena durante la temporada 2008-09. En la temporada 2009-10, se afianzó como titular en el primer equipo bajo las órdenes de Louis van Gaal, que lanzó a la prensa su histórica frase: "Müller juega siempre". Jugó un total de 52 partidos, siendo el segundo jugador del equipo en partidos disputados, con uno menos que Philipp Lahm. En esa temporada, el club logró ganar la Bundesliga y la Copa de Alemania, y alcanzó la final de la Liga de Campeones de la UEFA.
Al final de la temporada, fue convocado para disputar la Copa Mundial de Fútbol de 2010 celebrada en Sudáfrica con la selección de Alemania, consiguiendo esta el tercer lugar. Fue nombrado mejor jugador joven del torneo y ganó la Bota de Oro con cinco goles y tres asistencias.
El 15 de septiembre de 2009, Müller anotó su primer doblete en la Liga de Campeones en un 3-0 ante el Maccabi Haifa, convirtiéndose en el anotador de un doblete más joven del FCB en la competición reina. El 1 de mayo de 2010, el gran bávaro marcó los tres goles en una victoria por 3-1 contra el VfL Bochum y, por lo tanto, su primer triplete en el fútbol profesional. A los 20 años y 230 días, sigue siendo el hombre más joven del Bayern en conseguirlo en la historia de la Bundesliga.
Thomas Müller marcó un hat-trick en el primer partido de Alemania en la Copa Mundial de Fútbol de 2014 contra Portugal el 16 de junio de 2014. El 13 de julio de 2014, se coronó campeón del mundo con la selección de Alemania. En el torneo, disputó 7 partidos, anotó 5 goles y dio 3 asistencias, además de conseguir el Balón de Plata y la Bota de Plata de la Copa Mundial de 2014.
Es el futbolista más laureado en la historia del Bayern de Múnich con 33 títulos oficiales.

## Trayectoria

### Inicios
Thomas Müller jugó cuando era niño para el TSV Pähl, el club del pueblo donde se crio. En dicho pueblo, en lo que refiere a fútbol, solo se hablaba de él ya que en una temporada su equipo realizó 170 goles, de los cuales 120 fueron suyos. Llamó de inmediato la atención de varios ojeadores, entre ellos Jan Pienta del Bayern de Múnich, que lo descubrió en un torneo de Murnau en un partido que realizó 7 goles. "No paraba de correr y hacer goles", declararía años más tarde el cazatalentos bávaro, quien convenció a la madre para que le diera permiso para hacer las pruebas para el club. Realizó las pruebas, fue seleccionado y se unió al Bayern de Múnich —el club del que es fanático— en el 2000, con diez años de edad. Progresó a través de la cantera, y terminó en el segundo lugar de la Bundesliga sub-19 en 2007. Debutó con el FC Bayern de Múnich II, el equipo reserva, en marzo de 2008, reemplazando a Stephan Fürstner en un encuentro de la Regionalliga contra SpVgg Unterhaching, en el cual anotó un gol. Hizo dos apariciones más en la Regionalliga en la temporada 2007-08, jugando para el equipo sub-19. En la siguiente temporada, el equipo de reserva del Bayern se clasificó para la nueva 3. Liga. Müller participó hasta el final en 32 de 38 encuentros y anotó 15 goles, convirtiéndose en el quinto máximo goleador de la liga. También fue convocado con el equipo principal, jugando en los amistosos de pretemporada, y debutando en un partido completo el 15 de agosto de 2008 en un encuentro de la Bundesliga contra el Hamburgo. Aunque Müller consideró que su actuación no fue adecuada, jugó tres partidos más en la Bundesliga esa temporada e hizo su debut en la Liga de Campeones el 10 de marzo del 2009, sustituyendo en el minuto 72 a Bastian Schweinsteiger contra el Sporting de Lisboa; anotó el último gol del Bayern para que ganasen 7–1.

### Bayern de Múnich

#### Temporada 2009-10
En febrero de 2009, Müller firmó su primer contrato como profesional con el primer equipo, efectivo desde la temporada 2009–10, junto con su compañero Holger Badstuber, del equipo reserva. Estaba preparado para ser cedido o incluso traspasado, para encontrarse con el primer equipo, pero con la cita del entrenador Louis van Gaal, ambos jugadores se convirtieron en jugadores fijos en el primer equipo del Bayern de Múnich a principio de la temporada. En los primeros encuentros fue un sustituto regular, y el 12 de septiembre de 2009 jugó contra el Borussia Dortmund y anotó dos goles, terminando el partido 5–1. Tres días más tarde, anotó otro gol en un partido de la Champions League contra el Maccabi Haifa, que acabó 3–0. Acabó septiembre siendo nombrado «Jugador del mes». Después del partido con el Maccabi Haifa, Müller disputó casi todos los encuentros restantes como titular, perdiéndose solo un partido —un encuentro de la Liga de Campeones contra Burdeos, para el que estaba sancionado, tras haber recibido una tarjeta roja en un anterior encuentro contra el mismo equipo.
El 4 de febrero de 2010, el Bayern de Múnich anunció que había firmado un nuevo contrato que le mantendría en el club hasta 2013. Durante la segunda mitad de la temporada, Müller siguió en el once inicial usualmente jugando un papel de delantero centro debido a la disponibilidad de los jugadores laterales Franck Ribéry y Arjen Robben. En abril de 2010 anotó el segundo gol en contra del Schalke 04, donde ganaron 2–1, logrando el título de liga, y en el penúltimo encuentro de la liga marcó la primera tripleta de su carrera, en un partido que terminó 3-1 sobre Bochum, y que eficazmente aseguró el título de liga para el Bayern. Esto fue confirmado una semana más tarde con una victoria de 3–1 contra Hertha Berlín, un encuentro que Müller inició. Había jugado en los 34 encuentros de la Bundesliga en la temporada, iniciando 29 de ellos, marcando 13 goles y dando 11 asistencias. Bayern y Müller estaban de regreso en Berlín la siguiente semana, para enfrentarse al Werder Bremen en la final de la Copa de Alemania. Müller fue titular en el encuentro, que el Bayern ganó por 4-0. Müller había anotado cuatro goles y había hecho dos asistencias durante la competición, lo cual le hizo un goleador para la temporada. La temporada del Bayern acabó en el estadio Santiago Bernabéu en Madrid contra Inter en la final de la Liga de Campeones de la UEFA. Sin embargo, perdieron 2–0, con ambos goles anotados por Diego Milito. Müller estaba en la alineación inicial, y tuvo una oportunidad clave después del descanso, con el Bayern perdiendo 1-0, pero su oportunidad fue frustrada por el portero Júlio César. Müller tuvo una decepción por esta derrota, pero acabó su primera temporada como un jugador regular del equipo, participando en 52 encuentros y marcando un total de 19 goles en todas las competiciones. En una encuesta bajo la dirección de la revista deportiva Kicker, y con el voto de sus compañeros, fue elegido como el mejor recién llegado de la temporada del 2009–10, y fue nombrado en el equipo ideal de la temporada. Müller acredita a Van Gaal por haber tenido la parte más grande en su subida al éxito — el entrenador había llegado con una gran reputación para promover a jugadores de la cantera, particularmente en el Ajax, y le había dado su oportunidad en el primer equipo, diciendo «Conmigo, Müller siempre jugará». Müller describe a Van Gaal como «un técnico de intelecto», que hace a los jugadores «mejorar todo el tiempo».

#### Temporada 2010-11

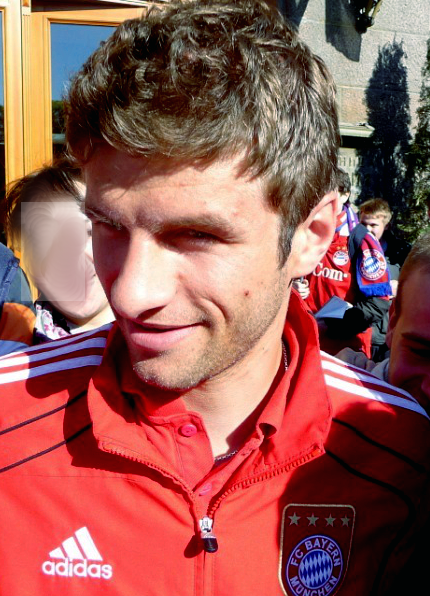
Müller en 2011.

Müller regresó de la Copa Mundial de Fútbol para firmar otra extensión de su contrato, esta vez prolongándolo hasta 2015. Al igual que muchos de los jugadores del Bayern se perdió muchos de los partidos de pretemporada, y su primer partido de la temporada fue en la Supercopa contra el Schalke 04, el 7 de agosto. Fue colocado en el once inicial, y anotó el gol inaugural, terminando el partido 2–0. Dos semanas más tarde anotó el gol inaugural de la temporada de liga, en un partido como local que terminó 2–1, contra el VfL Wolfsburgo. Müller jugó en cada encuentro de la primera mitad de temporada, habitualmente como titular, pero como el equipo se empeñó en conseguir resultados, fue incapaz de adaptarse a las cruzadas goleadoras de la última temporada, aún después de recibir un regaño de Louis van Gaal al perder una oportunidad clave cuando perdían 0-2 contra el Kaiserslautern. Sin embargo, después de ocho partidos de la liga sin un gol, anotó en un partido contra el Eintracht Frankfurt el 27 de noviembre, y otra vez le ganó en la liga y en la copa al Stuttgart. Tres semanas más tarde, acumulaba ocho goles en todas las competiciones, incluyendo un gol espectacular al abrir el marcador en un 2–0 contra la Roma el 15 de septiembre, en un partido de la Champions League. Cuando el equipo llegó a las vacaciones de invierno, Müller reflexionó sobre «una primera mitad de temporada casi increíble, como un Müller profesional». Thomas Müller empezó la segunda mitad de la temporada en buena forma, pero estaba involucrado en una pelea con su compañero de equipo Arjen Robben, quien estuvo enojado por el desagrado que Müller mostró por un tiro libre que falló durante un partido contra Werder Bremen, el cual terminó 3-1. En el final de la temporada, Müller jugó en todos los partidos, marcando 19 goles (12 de ellos en la liga), pero la temporada fue menos exitosa para el Bayern, ya que terminaron en tercer lugar y fueron eliminados de la Copa de Alemania en semifinales contra el Schalke 04.
En los octavos de final de la Champions League contra el Inter el Bayern ganó 1–0 en el estadio Giuseppe Meazza, y Müller marcó en el minuto 31 de la segunda parte, pero el Inter marcó el 3–3 el minuto 88, para ganar por la regla de goles de visitante. El mentor de Müller, Van Gaal fue criticado por no ser flexible en las tácticas, en los fichajes y en la selección de jugadores, por eso fue remplazado por Jupp Heynckes

#### Temporada 2011-12
Müller empezó la temporada con buen pie, estando en el once inicial en todos los partidos. En el primer partido de la Copa de Alemania, metió el último gol para un 3-0 contra Eintracht Braunschweig. El 10 de septiembre de 2011, en un partido contra el SC Freiburg se colocó en primer lugar entre los líderes de asistencias con cuatro asistencias. Luego, el 18 de septiembre del mismo año, en un partido contra el Schalke 04, marcó un gol en el minuto 75, siendo este su primer gol en la temporada. y en el siguiente partido, contra el Bayer Leverkusen, metió el gol inaugural en el minuto 5. Müller fue seleccionado para la preselección del premio FIFA Balón de Oro.
El 19 de mayo de 2012, anotó un gol en la final de la Liga de Campeones de la UEFA 2011-12, ante el Chelsea FC, pero su equipo acabaría perdiendo en la tanda de penaltis.

#### Temporada 2012-13

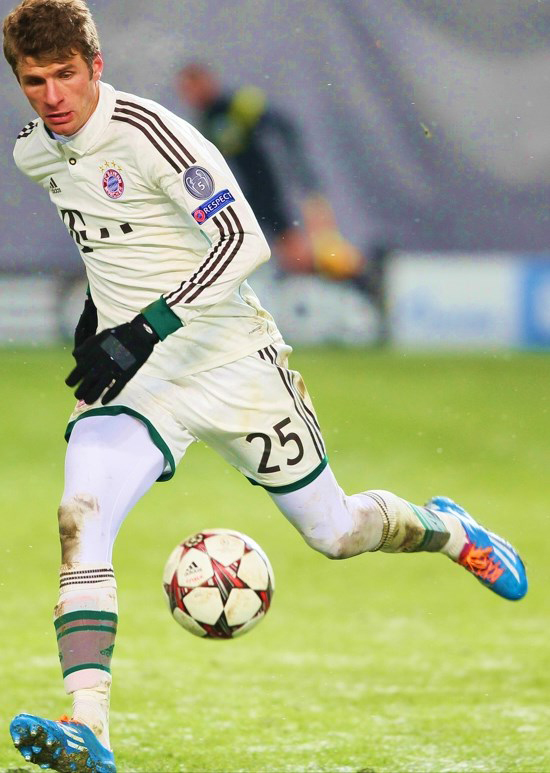
Müller jugando con el Bayern de Múnich en 2013.

Müller inició la temporada 2012-13 anotando el segundo gol de su equipo en la victoria 2-1 por la Supercopa Alemana el 12 de agosto de 2012, eventualmente dándole el título al Bayern de Múnich. En su primer partido por la temporada regular de la Bundesliga, el 25 de agosto de 2012, volvió a anotar en la victoria 3-0 ante el recientemente ascendido Greuther Fürth. El 2 de septiembre, anotó un doblete en la goleada al VfB Stuttgart, 6-1, ante 71.000 aficionados en el recientemente ampliado Allianz Arena. El 20 de octubre marcó un doblete en la octava victoria seguida del Bayern tras ganar por 5-0 al Fortuna Düsseldorf. Tres días después marca su primer gol en la Liga de Campeones desde el punto de penalti en una victoria por 0-1 ante el LOSC Lille Métropole.
El 19 de diciembre de 2012 amplía su contrato con el FC Bayern de Múnich dos años más, manteniéndose en el Allianz Arena hasta 2017. Al término de las vacaciones invernales había anotado nueve goles y dio 9 asistencias en 16 partidos de liga, más otros tres en la Champions. Müller anotó su primer gol en el segundo partido del Bayern de vuelta de las vacaciones en una 2-0 victoria sobre el VfB Stuttgart. El 2 de abril de 2013 el Bayern ganó por 2-0 ante la Juventus de Turín con gol de Müller. El 23 de abril, Müller anotó dos goles y dio una asistencia en la victoria por 4-0 ante el FC Barcelona en la semifinal de la Champions League en el Allianz Arena. En el partido de vuelta, anotó de cabeza y el Bayern ganó 0-3 y le endosó Barcelona su mayor derrota de su historia en la UEFA Champions League, con un marcador global de 7-0. Müller a continuación, desempeñó un papel importante en la victoria por 2-1 del Bayern sobre el Borussia Dortmund en la final de la Champions, proclamándose Campeón de Europa. El 1 de junio, Müller marcó de penalti en la final de la Copa de Alemania. El Bayern ganó la Copa por 3-2 para completar un triplete histórico. Müller anotó 23 goles totales en la temporada (incluyendo todas las competiciones), 13 en la Bundesliga, uno en la Copa, ocho en la Liga de Campeones y uno en la Supercopa que el Bayern ganó 2-1. Son las mejores estadísticas de Müller en una temporada hasta la fecha.

#### Temporada 2013-14
Müller comenzó la temporada 2013-14 anotando en siete de los 12 partidos de la pretemporada del Bayern. El 5 de agosto, Müller marcó un triplete con el cual el Bayern ganó 5-0 en la primera ronda de la DFB-Pokal contra el BSV Schwarz-Weiß Rehden. En la apertura del Bayern en la Bundesliga 2013-14, Müller falló un penalti por primera vez. Segundos después, la salvada del guardameta rebotó en la mano de Álvaro Domínguez que dio lugar a otro penal que David Alaba tiró. Después de esto Müller declaró «Estoy feliz de tomar los penales, pero creo que David Alaba es el hombre principal por ahora.» El 25 de septiembre, ante el Hannover 96 en la segunda ronda de la DFB-Pokal, Müller anotó dos veces, anotando cinco goles en sólo dos partidos. El 28 de septiembre, Müller anotó el único gol en la victoria 1-0 sobre el VfL Wolfsburg, consiguiendo su primer gol en la Bundesliga 2013-14. Müller anotó su primer gol en la Liga de Campeones de la UEFA 2013-14 con el que el Bayern derrotó al Manchester City 3-1 en el Estadio Ciudad de Mánchester el 2 de octubre.
El 17 de mayo de 2014, Müller anotó el segundo gol del Bayern en la derrota por 2-0 en la prórroga del Borussia Dortmund en la final de 2014 DFB-Pokal, dando Die Roten el décimo doblete de liga y copa en su historia. Müller terminó como el máximo goleador del torneo con ocho goles en cinco partidos.

#### Temporada 2014-15

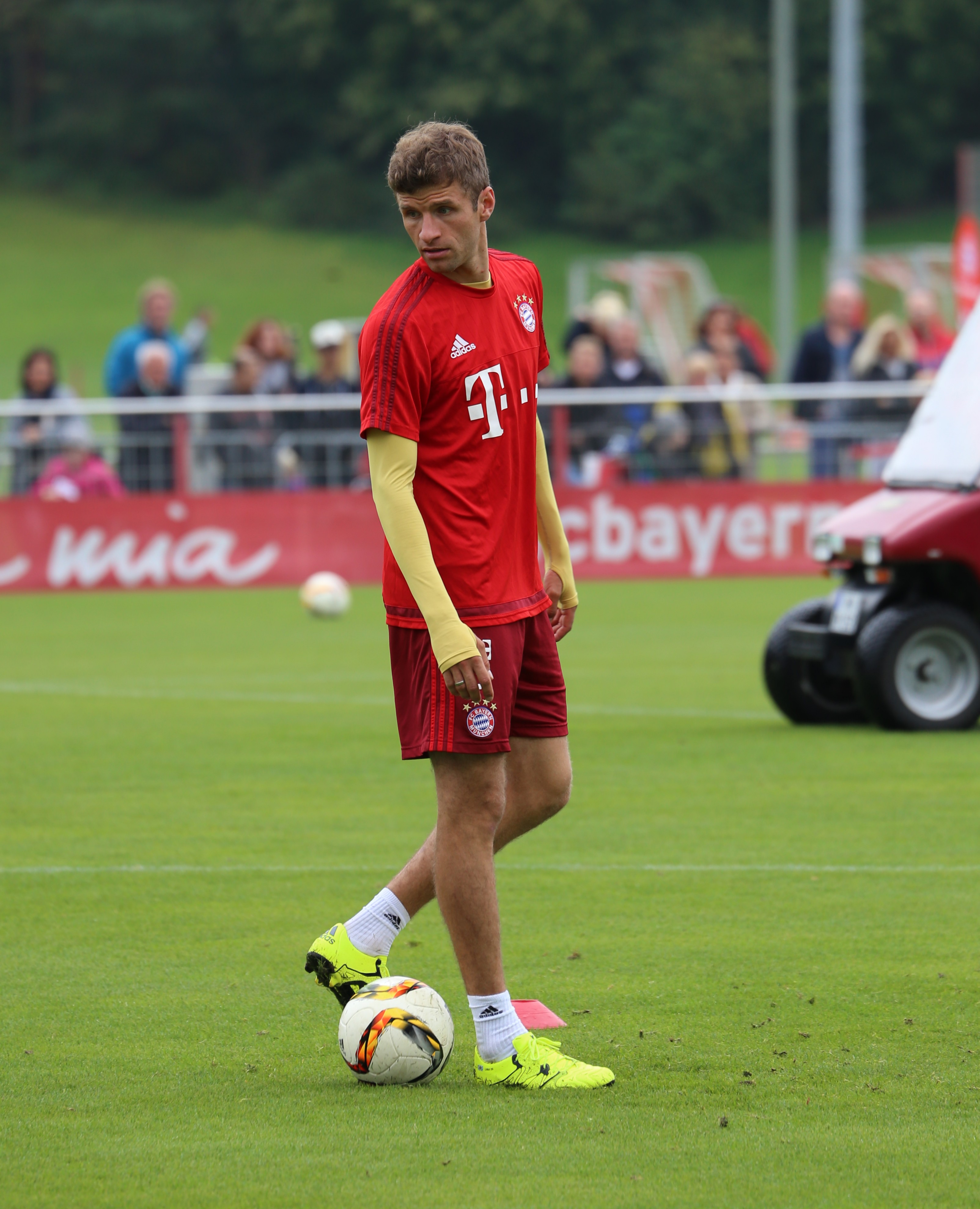
Müller en un entrenamiento en 2015.

Después de la temporada 2013-14, Müller renovó su contrato con el Bayern hasta 2019 y rechazó una oferta del Manchester United. Müller jugó en el DFL-Supercopa, que fue el primer partido del Bayern en la temporada 2014-15. Bayern perdió el partido 2-0. Su primer gol de la temporada fue contra el Preußen Münster en la DFB-Pokal el 17 de agosto de 2014. Luego, en el primer partido de la Bundesliga, el 22 de agosto de 2014 Müller anotó el primer gol de la temporada del Bayern en la Bundesliga ante el VfL Wolfsburg. el Bayern ganó el partido por 2-1. El 11 de marzo de 2015, Müller marcó dos goles contra el Shakhtar Donetsk en una victoria 7- 0 con los que empató a Mario Gómez como el jugador alemán más goleador en la historia de la UEFA Champions League. Posteriormente se convirtió en el líder cuando marcó en la victoria por 6-1 ante el Oporto el 21 de abril de 2015.

#### Temporada 2015-16
En el partido inaugural de la nueva temporada de la bundesliga anotó un doblete contra el Hamburgo S.V. en un partido que terminaría 5-0 a favor de los bávaros. En su partido número 200 de la Bundesliga anotó un doblete contra el Bayer Leverkusen, en un juego que finalizaría 3-0.

#### Temporada 2019-20
Con la victoria en la Liga de Campeones de la UEFA 2019-20 se convirtió en uno de los jugadores en conseguir dos tripletes en el Bayern de Múnich junto a Javi Martínez, Manuel Neuer, David Alaba y Jérôme Boateng, entrado en el selecto club del que forman parte jugadores como Samuel Eto'o, Xavi Hernández, Andrés Iniesta, Lionel Messi y Gerard Piqué.

#### Temporada 2024-25
El 17 de mayo de 2025, Thomas Müller participó en el encuentro en el que el Bayern Múnich goleó por 4-0 al Hoffenheim, válido por la 34ª jornada de la Bundesliga 2024/25. El partido tuvo lugar en el PreZero Arena de Sinsheim. Consolido su estatus de uno de los mayores ídolos de la historia, tras ganar 33 títulos con el Bayern, entre ellos trece Bundesligas de Alemania, seis Copas de Alemania, ocho Supercopas de Alemania, dos Ligas de Campeones de la UEFA, dos Supercopas de Europa y dos Mundiales de Clubes. A lo largo de su carrera, disputó 751 partidos en el único club en el que jugó, registrando 248 goles y 221 asistencias. Con esta actuación alcanzó la marca de 751 partidos, y es el deportista con más presencias en la historia del club, con 42 por delante del portero Sepp Maier.
Ante la noticia de que no renovaría con el equipo, se oficializó que sus últimos partidos con el equipo serian los que logre disputar en el renovado Mundial de Clubes de la FIFA, Müller disputó el tramo final de los cuartos de final contra el Paris Saint-Germain, siendo su último partido con el club tras caer derrotados 2-0. Tras 17 temporadas, el centrocampista ofensivo de 35 años termina su carrera con 33 títulos ganados y un récord de 756 partidos disputados vistiendo la camiseta del equipo bávaro.

### Vancouver Whitecaps F. C.
Tras varias semanas de negociación, el 29 de julio de 2025 se oficializa su llegada al Vancouver Whitecaps F. C. a cambio de 19 millones de euros, sellando un vínculo hasta 2029.

## Estilo de juego
El papel de Müller puede estar descrito como un delantero completo, un jugador capaz para jugar en una variedad de posiciones atacantes. Como vino a través de la cantera del Bayern de Múnich, se vio primordialmente como un centrocampista, pero en el equipo principal ha sido usado en más posiciones delanteras. Ambos, Bayern de Múnich y la selección de Alemania usualmente juegan una formación de 4–2–3–1, y Müller en la mayoría de los casos juega de delantero secundario o de delantero lateral, usualmente juega en un rol central para el Bayern de Múnich, y por el lateral derecho para Alemania. Ha sido utilizado como un delantero central en varias ocasiones.

## Selección nacional

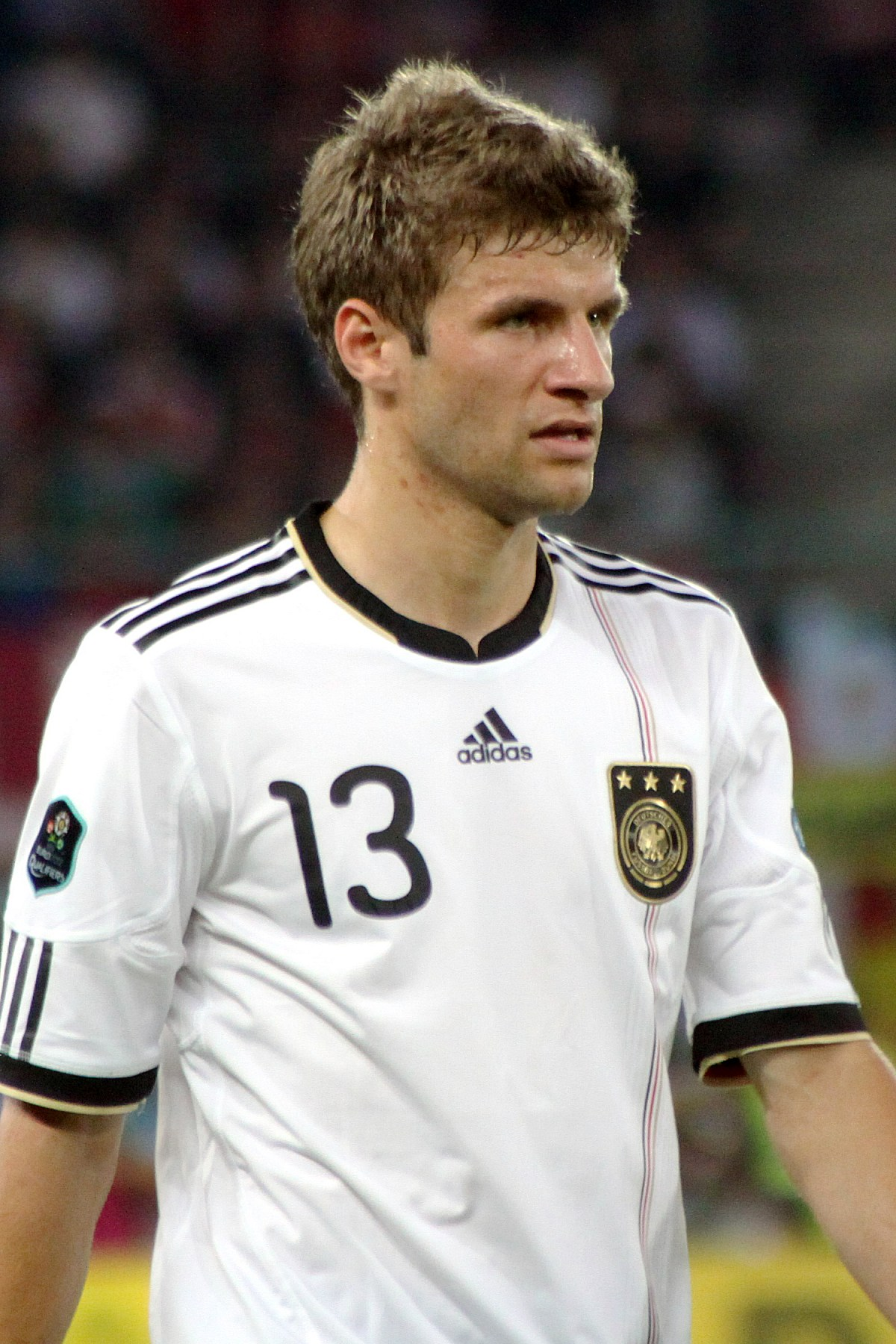
Müller con el número 13 en la selección de fútbol de Alemania.

Ha representado a Alemania en varios niveles de la cantera, comenzando con el equipo sub-16 en 2004. En agosto de 2009, fue llamado a la selección sub-21 por primera vez, haciendo su debut en un amistoso que terminó 1-3 contra Turquía. Ganó seis partidos con el equipo sub-21, en los que anotó un gol, el octavo en un 11–0 que derrotó a San Marino.
En octubre del mismo año, los partidos de Müller para el Bayern asombraron al entrenador del combinado alemán, Joachim Löw, y le consideró públicamente como un candidato a la selección nacional, y en el siguiente mes, fue convocado con la selección en un amistoso contra Costa de Marfil. Sin embargo, esto coincidió con la muerte del portero del equipo, Robert Enke, lo cual condujo a que el encuentro contra Chile en la misma semana fuera cancelado. Con menos oportunidad para probar a jugadores nuevos, y con la clasificación del equipo sub-21 para el Campeonato Europeo de 2011, Löw y el entrenador de la sub-21, Rainer Adrion, sintieron que fuera necesitado en ese nivel, y fue llamado de regreso a los sub-21.
Müller estaba de regreso en la selección absoluta para el siguiente partido, una sesión de entrenamiento en Sindelfingen en enero de 2010, y fue llamado para jugar contra Argentina en un amistoso, partido en el que debutó, siendo convocado en el once titular para ese encuentro en el Allianz Arena. Fue sustituido en el minuto 66 por el debutante Toni Kroos, y el partido terminó 0-1.
A partir del 5 de marzo de 2019, el técnico de la selección alemana anunció que no será convocado al combinado nacional, ya que se iniciará un nuevo proceso.
El 1 de diciembre de 2022 anunció su retiro de la selección nacional alemana tras la inesperada eliminación en la fase de grupos de la Copa Mundial de Fútbol de 2022.

### Copa Mundial de 2010

Gol de Müller ante Argentina en los cuartos de final de la Copa Mundial del 2010.

El 6 de mayo, Müller fue nombrado dentro de la selección de los 27 jugadores provisionales para la Copa Mundial en Sudáfrica, junto con otros siete jugadores del Bayern de Múnich. A pesar de sufrir un susto cuando se cayó de su bicicleta en el campo de entrenamiento del equipo, en Tirol del Sur, solo sufrió lesiones superficiales, y superó el corte final para el torneo cuando la selección se redujo 23 jugadores el 1 de junio. Le fue asignado el número 13, normalmente usado por el capitán Michael Ballack, y previamente usado por Gerd Müller.
Ganó su segundo partido internacional en el último encuentro antes de la Copa del Mundo, sustituyendo a Piotr Trochowski en un partido que terminó 3–1 frente a Bosnia y Herzegovina. Fue titular en el primer partido de la Copa Mundial con Alemania en una victoria de 4–0 sobre Australia y anotó su primer gol internacional, el tercero del partido. Con él ganó el premio al «gol del mes de Alemania». Jugó en muchos de los partidos del equipo alemán, que se clasificó para los octavos, marcó dos goles y ayudó en la victoria de 4–1 sobre Inglaterra. Anotó su cuarto gol del torneo en los cuartos de final contra Argentina, abriendo la puntuación en el tercer minuto, donde terminó 4–0. Sin embargo, obtuvo su segunda tarjeta amarilla del torneo en la segunda mitad, por eso no jugó contra España - Müller dijo que se sintió mucho más nervioso viendo el juego que si fuese capaz de jugar. Luego regresó al equipo para el partido contra Uruguay, anotando el primer gol, Alemania terminó 3–2, tomando la medalla de bronce. Con cinco goles acabó como goleador en la parte superior del torneo, y sus tres asistencias significaron que ganara la Bota de Oro. También conquistó el premio al mejor jugador joven, delante de otros candidatos: André Ayew de Ghana y Giovani Dos Santos de México. En ambos casos obtuvo los premios de sus compañeros de equipo, Miroslav Klose y Lukas Podolski que consiguieron los premios respectivos en 2006. En octubre de 2010, fue nombrado en la preselección para el premio «Ballon D'Or», junto con cuatro alemanes. Reflexionando sobre su éxito en la Copa Mundial, Müller dijo «básicamente tuve suerte, golpeo justo en el momento correcto».

### Eurocopa 2012

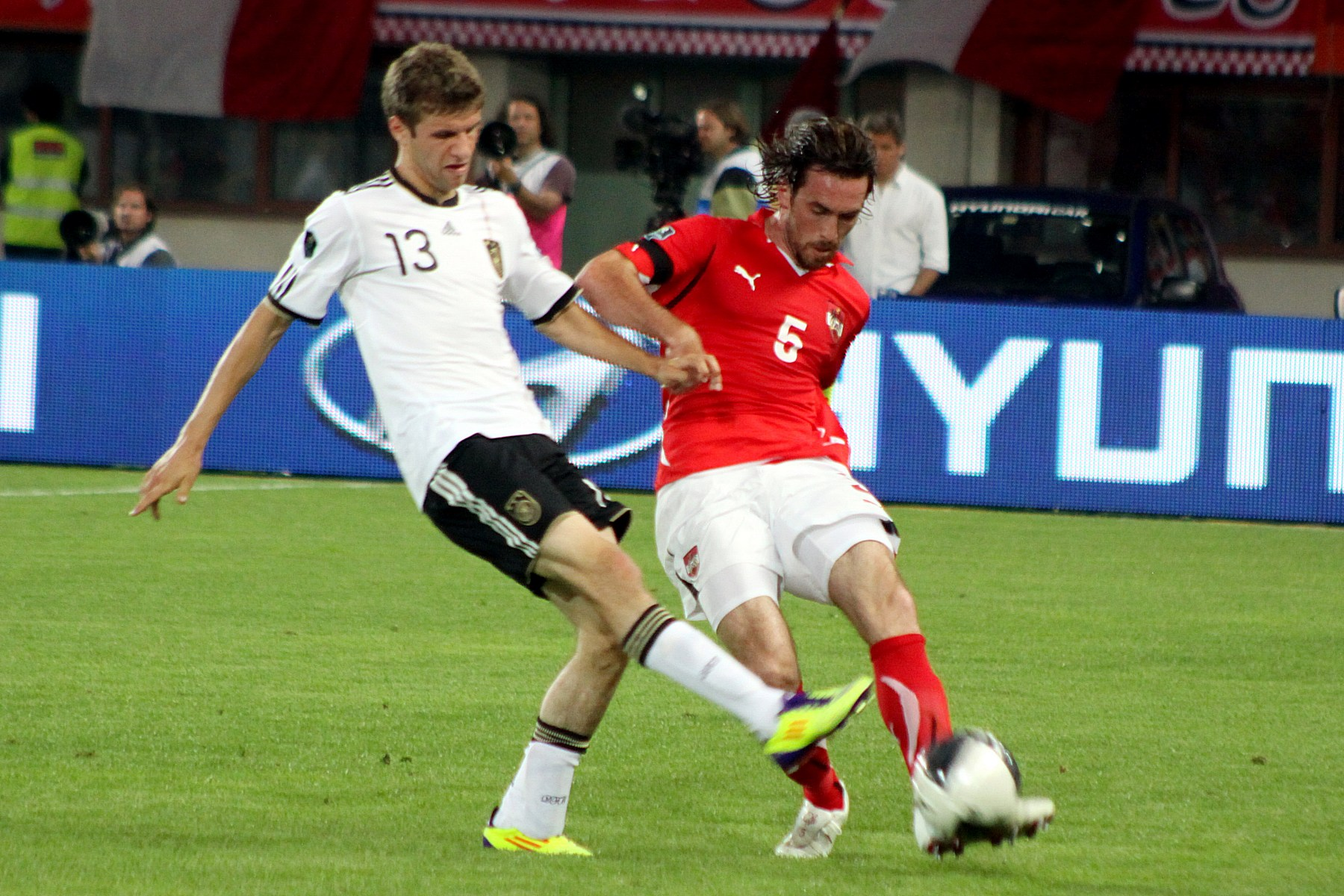
Müller jugando en la etapa clasificatoria de la Eurocopa 2012.

Müller ha estado en el once inicial en los primeros ocho partidos calificadores de Alemania para la Eurocopa 2012, todos acabaron en la victoria. Asistió cinco goles, dos para Miroslav Klose y otras tres contra Selección de fútbol de Austria el 2 de septiembre de 2011, lo cual le aseguró la clasificación a Alemania con dos partidos sin jugar. Ha marcado tres goles en las clasificatorias, dos en el partido contra Kazajistán, y el tercero en un 3–1 contra Turquía en octubre del mismo año.

### Copa Mundial de 2014

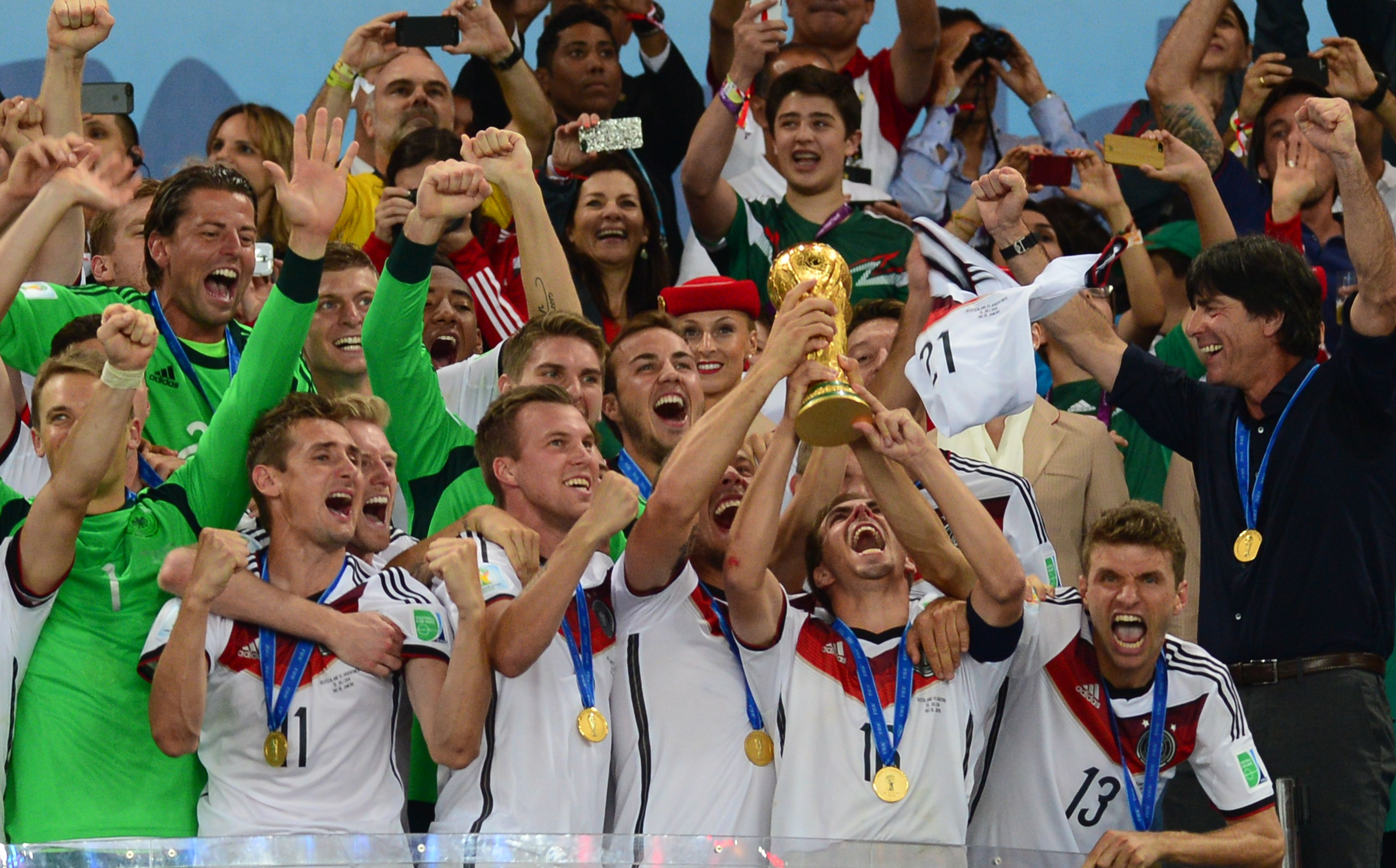
Müller junto a la selección, festejando la victoria de Alemania en la Copa del Mundo.

Müller anotó su primer gol para la clasificación de la Copa Mundial, el 22 de marzo de 2013, marcando el primero y el último en la victoria por 3-0 sobre Kazajistán. También anotó en las victorias sobre Austria y Islas Feroe lo que resultó en cuatro goles en la exitosa campaña de Alemania.
El 8 de mayo de 2014, Müller fue incluido en la lista preliminar de 30 jugadores por el entrenador Joachim Löw con miras a la Copa Mundial de Fútbol de 2014. Fue ratificado entre los 23 jugadores que viajarán a Brasil el 2 de junio.
El 16 de junio de 2014, en el primer partido de Alemania en la Copa Mundial de Fútbol de 2014, Anotó el primer triplete del torneo y fue nombrado mejor jugador del partido en la victoria por 4-0 ante Portugal. También fue blanco del cabezazo de Pepe en el minuto 37, lo que dio lugar a la expulsión del defensa portugués. Negó haber "exagerado" la situación que condujo a la tarjeta roja. El 26 de junio anotó el único gol del último partido de fase de grupos contra Estados Unidos, lo que ayudó a los alemanes a termina como cabeza del grupo G.
El 8 de julio, marcó el primer gol de Alemania en la victoria por 7-1 en semifinales contra Brasil. Fue su décimo gol en Copas del Mundo, empatando con Helmut Rahn, y el gol número 2000 de Alemania. Müller anotó cinco goles en cada una de sus dos primeras Copas del Mundo, siendo el tercer jugador en lograrlo tras Teófilo Cubillas y su compañero Miroslav Klose.
El 11 de julio, fue seleccionado entre los diez nominados al Balón de Oro al mejor jugador del torneo. Después de haber tenido un papel importante en el triunfo del equipo en la Copa del Mundo, recibió la Bota de Plata como segundo máximo goleador del torneo con cinco goles anotados, y también fue seleccionado en el Equipo de las Estrellas.

### Copa Mundial de 2018
Thomas Müller jugó su tercer Mundial en la Copa Mundial de Fútbol de 2018 disputada en Rusia. Alemania tuvo una decepcionante actuación, quedando eliminada en la Primera Fase por primera vez desde la Copa Mundial de Fútbol de 1938
El 15 de julio de 2024 anunció su retirada de la selección alemana después de 14 años en esta.

### Participaciones en fases clasificatorias
A continuación se listan las participaciones en clasificatorias a Mundiales y Eurocopas. 

#### Clasificatorias a Mundiales
| Clasificatorias             | Resultado   | Posición | Partidos | Goles | Asistencias | Media goleadora |
| --------------------------- | ----------- | -------- | -------- | ----- | ----------- | --------------- |
| Clasificatorias Brasil 2014 | Clasificado | 1.º      | 10       | 4     | 6           | 0,40            |
| Clasificatorias Rusia 2018  | Clasificado | 1.º      | 9        | 5     | 7           | 0,56            |
| Clasificatorias Rusia 2022  | Clasificado | 1.º      | 4        | 3     | 3           | 0,75            |
| Total                       | Total       | Total    | 23       | 12    | 16          | 0,52            |

#### Clasificatorias a Eurocopas
| Clasificatorias           | Resultado   | Posición | Partidos | Goles | Asistencias | Media goleadora |
| ------------------------- | ----------- | -------- | -------- | ----- | ----------- | --------------- |
| Clasificatorias Euro 2012 | Clasificado | 1.º      | 10       | 3     | 7           | 0,30            |
| Clasificatorias Euro 2016 | Clasificado | 1.º      | 9        | 9     | 2           | 1               |
| Total                     | Total       | Total    | 19       | 12    | 9           | 0,63            |

### Participaciones en fases finales
A continuación se listan las participaciones en Mundiales y Eurocopas.

#### Mundiales
| Mundial                        | Sede      | Resultado     | Partidos | Goles | Asistencias |
| ------------------------------ | --------- | ------------- | -------- | ----- | ----------- |
| Copa Mundial de Fútbol de 2010 | Sudáfrica | Tercer puesto | 6        | 5     | 3           |
| Copa Mundial de Fútbol de 2014 | Brasil    | Campeón       | 7        | 5     | 3           |
| Copa Mundial de Fútbol de 2018 | Rusia     | Primera fase  | 3        | 0     | 0           |
| Copa Mundial de Fútbol de 2022 | Catar     | Primera fase  | 3        | 0     | 0           |
| Total                          | Total     | Total         | 19       | 10    | 6           |

#### Eurocopas
| Copa          | Sede              | Resultado        | Partidos | Goles | Asistencias |
| ------------- | ----------------- | ---------------- | -------- | ----- | ----------- |
| Eurocopa 2012 | Polonia y Ucrania | Semifinales      | 5        | 0     | 0           |
| Eurocopa 2016 | Francia           | Semifinales      | 6        | 0     | 1           |
| Eurocopa 2020 | Europa            | Octavos de final | 4        | 0     | 0           |
| Eurocopa 2024 | Alemania          | Cuartos de final | 2        | 0     | 1           |
| Total         | Total             | Total            | 17       | 0     | 2           |

## Estadísticas

### Clubes
Actualizado al último partido disputado el 5 de julio de 2025.
| Club | Div.          | Temporada     | Liga(1) | Liga(1) | Liga(1) | Copas nacionales(2) | Copas nacionales(2) | Copas nacionales(2) | Copas internacionales(3) | Copas internacionales(3) | Copas internacionales(3) | Total | Total | Total  |
| Club | Div.          | Temporada     | Part.   | Goles   | Asist.  | Part.               | Goles               | Asist.              | Part.                    | Goles                    | Asist.                   | Part. | Goles | Asist. |
| --- | ------------- | ------------- | ------- | ------- | ------- | ------------------- | ------------------- | ------------------- | ------------------------ | ------------------------ | ------------------------ | ----- | ----- | ------ |
| Bayern de Múnich · Alemania · | 1.ª           | 2008-09       | 4       | 0       | 0       | 0                   | 0                   | 0                   | 1                        | 1                        | 0                        | 5     | 1     | 0      |
| Bayern de Múnich · Alemania · | 1.ª           | 2009-10       | 34      | 13      | 7       | 6                   | 4                   | 2                   | 12                       | 2                        | 3                        | 52    | 19    | 12     |
| Bayern de Múnich · Alemania · | 1.ª           | 2010-11       | 34      | 12      | 12      | 6                   | 4                   | 2                   | 8                        | 3                        | 4                        | 48    | 19    | 18     |
| Bayern de Múnich · Alemania · | 1.ª           | 2011-12       | 34      | 7       | 12      | 5                   | 2                   | 4                   | 14                       | 2                        | 3                        | 53    | 11    | 19     |
| Bayern de Múnich · Alemania · | 1.ª           | 2012-13       | 28      | 13      | 11      | 6                   | 2                   | 2                   | 13                       | 8                        | 2                        | 47    | 23    | 15     |
| Bayern de Múnich · Alemania · | 1.ª           | 2013-14       | 31      | 13      | 10      | 6                   | 8                   | 1                   | 14                       | 5                        | 1                        | 51    | 26    | 12     |
| Bayern de Múnich · Alemania · | 1.ª           | 2014-15       | 32      | 13      | 10      | 6                   | 1                   | 1                   | 10                       | 7                        | 3                        | 48    | 21    | 14     |
| Bayern de Múnich · Alemania · | 1.ª           | 2015-16       | 31      | 20      | 5       | 6                   | 4                   | 3                   | 12                       | 8                        | 2                        | 49    | 32    | 10     |
| Bayern de Múnich · Alemania · | 1.ª           | 2016-17       | 29      | 5       | 12      | 4                   | 1                   | 3                   | 9                        | 3                        | 0                        | 42    | 9     | 15     |
| Bayern de Múnich · Alemania · | 1.ª           | 2017-18       | 29      | 8       | 14      | 6                   | 4                   | 0                   | 10                       | 3                        | 2                        | 45    | 15    | 16     |
| Bayern de Múnich · Alemania · | 1.ª           | 2018-19       | 32      | 6       | 9       | 7                   | 3                   | 2                   | 6                        | 0                        | 1                        | 45    | 9     | 12     |
| Bayern de Múnich · Alemania · | 1.ª           | 2019-20       | 33      | 8       | 21      | 7                   | 2                   | 2                   | 10                       | 4                        | 2                        | 50    | 14    | 25     |
| Bayern de Múnich · Alemania · | 1.ª           | 2020-21       | 32      | 11      | 18      | 3                   | 2                   | 0                   | 11                       | 2                        | 1                        | 46    | 15    | 19     |
| Bayern de Múnich · Alemania · | 1.ª           | 2021-22       | 32      | 8       | 18      | 3                   | 1                   | 0                   | 10                       | 4                        | 4                        | 45    | 13    | 22     |
| Bayern de Múnich · Alemania · | 1.ª           | 2022-23       | 27      | 7       | 8       | 5                   | 0                   | 3                   | 8                        | 1                        | 0                        | 40    | 8     | 11     |
| Bayern de Múnich · Alemania · | 1.ª           | 2023-24       | 31      | 5       | 9       | 1                   | 1                   | 0                   | 9                        | 1                        | 1                        | 41    | 7     | 10     |
| Bayern de Múnich · Alemania · | 1.ª           | 2024-25       | 30      | 1       | 4       | 2                   | 2                   | 1                   | 17                       | 5                        | 2                        | 49    | 8     | 7      |
| Bayern de Múnich · Alemania · | Total club    | Total club    | 503     | 150     | 180     | 79                  | 41                  | 26                  | 174                      | 59                       | 31                       | 756   | 250   | 237    |
| Vancouver Whithecaps F. C. · Canadá | 1.ª           | 2025          | 0       | 0       | 0       | 0                   | 0                   | 0                   | 0                        | 0                        | 0                        | 0     | 0     | 0      |
| Vancouver Whithecaps F. C. · Canadá | Total club    | Total club    | 0       | 0       | 0       | 0                   | 0                   | 0                   | 0                        | 0                        | 0                        | 0     | 0     | 0      |
| Total carrera | Total carrera | Total carrera | 503     | 150     | 180     | 79                  | 41                  | 26                  | 170                      | 59                       | 31                       | 756   | 250   | 237    |
| (1)Incluye datos de la Bundesliga (2008-25); MLS (2025-act.). (2)Incluye datos de la DFB-Pokal (2009-25.); la DFL-Supercup (2010. 2012-18. 2020-21). (3)Incluye datos de la Liga de Campeones de la UEFA (2008-25.); Supercopa de Europa (2013, 2020); Mundial de Clubes (2013, 2020). |               |               |         |         |         |                     |                     |                     |                          |                          |                          |       |       |        |

### Selección
| Selección | Temporada     | Amistosos | Amistosos | Amistosos | Clasificación Eurocopa(1) | Clasificación Eurocopa(1) | Clasificación Eurocopa(1) | Eurocopa | Eurocopa | Eurocopa | Clasificatorias Mundial | Clasificatorias Mundial | Clasificatorias Mundial | Mundial(2) | Mundial(2) | Mundial(2) | Total | Total | Total  | Media goleadora |
| Selección | Temporada     | Part.     | Goles     | Asist.    | Part.                     | Goles                     | Asist.                    | Part.    | Goles    | Asist.   | Part.                   | Goles                   | Asist.                  | Part.      | Goles      | Asist.     | Part. | Goles | Asist. | Media goleadora |
| --- | ------------- | --------- | --------- | --------- | ------------------------- | ------------------------- | ------------------------- | -------- | -------- | -------- | ----------------------- | ----------------------- | ----------------------- | ---------- | ---------- | ---------- | ----- | ----- | ------ | --------------- |
| Absoluta · Alemania | 2010          | 2         | 0         | 1         | 4                         | 0                         | 2                         | —        | —        | —        | —                       | —                       | —                       | 6          | 5          | 3          | 12    | 5     | 6      | 0.42            |
| Absoluta · Alemania | 2011          | 7         | 2         | 3         | 6                         | 3                         | 5                         | —        | —        | —        | —                       | —                       | —                       | —          | —          | —          | 13    | 5     | 8      | 0.38            |
| Absoluta · Alemania | 2012          | 4         | 0         | 2         | —                         | —                         | —                         | 5        | 0        | 0        | 4                       | 0                       | 4                       | —          | —          | —          | 13    | 0     | 6      | 0               |
| Absoluta · Alemania | 2013          | 3         | 2         | 0         | —                         | —                         | —                         | —        | —        | —        | 6                       | 4                       | 2                       | —          | —          | —          | 9     | 6     | 2      | 0.67            |
| Absoluta · Alemania | 2014          | 4         | 1         | 0         | 4                         | 4                         | 0                         | —        | —        | —        | —                       | —                       | —                       | 7          | 5          | 3          | 15    | 10    | 3      | 0.67            |
| Absoluta · Alemania | 2015          | 1         | 0         | 0         | 5                         | 5                         | 2                         | —        | —        | —        | —                       | —                       | —                       | —          | —          | —          | 6     | 5     | 2      | 0.83            |
| Absoluta · Alemania | 2016          | 5         | 1         | 1         | —                         | —                         | —                         | 6        | 0        | 1        | 4                       | 4                       | 4                       | —          | —          | —          | 15    | 5     | 6      | 0.33            |
| Absoluta · Alemania | 2017          | 1         | 0         | 0         | —                         | —                         | —                         | —        | —        | —        | 5                       | 1                       | 3                       | —          | —          | —          | 6     | 1     | 3      | 0.17            |
| Absoluta · Alemania | 2018          | 4         | 1         | 0         | 4                         | 0                         | 0                         | —        | —        | —        | —                       | —                       | —                       | 3          | 0          | 0          | 11    | 1     | 0      | 0.09            |
| Absoluta · Alemania | 2021          | 2         | 1         | 1         | —                         | —                         | —                         | 4        | 0        | 0        | 4                       | 3                       | 3                       | —          | —          | —          | 10    | 4     | 4      | 0.4             |
| Absoluta · Alemania | 2022          | 2         | 1         | 0         | 6                         | 1                         | 0                         | —        | —        | —        | —                       | —                       | —                       | 3          | 0          | 0          | 11    | 2     | 0      | 0.18            |
| Absoluta · Alemania | 2023          | 5         | 1         | 0         | —                         | —                         | —                         | —        | —        | —        | —                       | —                       | —                       | —          | —          | —          | 5     | 1     | 0      | 0.2             |
| Absoluta · Alemania | 2024          | 3         | 0         | 0         | —                         | —                         | —                         | 2        | 0        | 1        | —                       | —                       | —                       | —          | —          | —          | 5     | 0     | 1      | 0               |
| Total carrera | Total carrera | 43        | 10        | 8         | 29                        | 13                        | 9                         | 17       | 0        | 2        | 23                      | 12                      | 16                      | 19         | 10         | 6          | 131   | 45    | 41     | 0.34            |
| (1) Incluye los partidos de la Clasificación para la Eurocopa (2010, 2011, 2014, 2015) y UEFA Nations League (2018, 2022). (2) Incluye los partidos de la Copa Mundial de Fútbol (2010, 2014, 2018, 2022). |               |           |           |           |                           |                           |                           |          |          |          |                         |                         |                         |            |            |            |       |       |        |                 |

## Palmarés

### Títulos nacionales
| Título                | Equipo           | País     | Año     |
| --------------------- | ---------------- | -------- | ------- |
| 1. Bundesliga         | Bayern de Múnich | Alemania | 2009-10 |
| Copa de Alemania      | Bayern de Múnich | Alemania | 2009-10 |
| Supercopa de Alemania | Bayern de Múnich | Alemania | 2010    |
| Supercopa de Alemania | Bayern de Múnich | Alemania | 2012    |
| 1. Bundesliga         | Bayern de Múnich | Alemania | 2012-13 |
| Copa de Alemania      | Bayern de Múnich | Alemania | 2012-13 |
| 1. Bundesliga         | Bayern de Múnich | Alemania | 2013-14 |
| Copa de Alemania      | Bayern de Múnich | Alemania | 2013-14 |
| 1. Bundesliga         | Bayern de Múnich | Alemania | 2014-15 |
| 1. Bundesliga         | Bayern de Múnich | Alemania | 2015-16 |
| Copa de Alemania      | Bayern de Múnich | Alemania | 2015-16 |
| Supercopa de Alemania | Bayern de Múnich | Alemania | 2016    |
| 1. Bundesliga         | Bayern de Múnich | Alemania | 2016-17 |
| Supercopa de Alemania | Bayern de Múnich | Alemania | 2017    |
| 1. Bundesliga         | Bayern de Múnich | Alemania | 2017-18 |
| Supercopa de Alemania | Bayern de Múnich | Alemania | 2018    |
| 1. Bundesliga         | Bayern de Múnich | Alemania | 2018-19 |
| Copa de Alemania      | Bayern de Múnich | Alemania | 2018-19 |
| 1. Bundesliga         | Bayern de Múnich | Alemania | 2019-20 |
| Copa de Alemania      | Bayern de Múnich | Alemania | 2019-20 |
| Supercopa de Alemania | Bayern de Múnich | Alemania | 2020    |
| 1. Bundesliga         | Bayern de Múnich | Alemania | 2020-21 |
| Supercopa de Alemania | Bayern de Múnich | Alemania | 2021    |
| 1. Bundesliga         | Bayern de Múnich | Alemania | 2021-22 |
| Supercopa de Alemania | Bayern de Múnich | Alemania | 2022    |
| 1. Bundesliga         | Bayern de Múnich | Alemania | 2022-23 |
| 1. Bundesliga         | Bayern de Múnich | Alemania | 2024-25 |

### Títulos internacionales
| Título                            | Equipo (*)            | Sede      | Año     |
| --------------------------------- | --------------------- | --------- | ------- |
| Liga de Campeones de la UEFA      | Bayern de Múnich      | Londres   | 2012-13 |
| Supercopa de la UEFA              | Bayern de Múnich      | Praga     | 2013    |
| Copa Mundial de Clubes de la FIFA | Bayern de Múnich      | Marruecos | 2013    |
| Copa Mundial de Fútbol            | Selección de Alemania | Brasil    | 2014    |
| Liga de Campeones de la UEFA      | Bayern de Múnich      | Lisboa    | 2019-20 |
| Supercopa de la UEFA              | Bayern de Múnich      | Budapest  | 2020    |
| Copa Mundial de Clubes de la FIFA | Bayern de Múnich      | Catar     | 2020    |

(*) Incluyendo la selección.

### Distinciones individuales
| Distinción                                                   | Año                                                 |
| ------------------------------------------------------------ | --------------------------------------------------- |
| Equipo de la Temporada en la Bundesliga                      | 2009-10, 2017-18, 2019-20, 2020-21, 2021-22         |
| Máximo goleador de la DFB-Pokal                              | 2010, 2014                                          |
| Trofeo Bravo                                                 | 2010                                                |
| Mejor Jugador Joven del Mundo (World Soccer)                 | 2010                                                |
| Mejor Jugador Joven de la Copa Mundial FIFA                  | 2010                                                |
| Bota de Oro Copa Mundial FIFA                                | 2010                                                |
| Máximo asistente Copa Mundial FIFA                           | 2010                                                |
| Equipo All-Star de la Copa Mundial FIFA                      | 2010, 2014                                          |
| Hoja Laurel de Plata                                         | 2010, 2014                                          |
| Plantilla de la temporada en la Liga de Campeones de la UEFA | 2012-13, 2019-20                                    |
| Equipo del año ESM                                           | 2013                                                |
| Jugador del año de la UEFA                                   | 2012-13(6°), 2013-14(4°), 2015-16(10°), 2019-20(6°) |
| FIFA Balón de Oro                                            | 2013-14(5°), 2014-15(6°)                            |
| Balón de Plata Copa Mundial FIFA                             | 2014                                                |
| Bota de Plata Copa Mundial FIFA                              | 2014                                                |
| Máximo Asistente de la Bundesliga                            | 2017-18, 2019-20, 2020-21, 2021-22                  |
| Jugador del partido en la Supercopa de la UEFA               | 2020                                                |
| Máximo asistente de Europa                                   | 2020-21, 2021-22                                    |
| Jugador de la temporada del Bayern de Múnich                 | 2021-22                                             |

## Vida privada
Müller nació en Weilheim-Schongau, Baviera, y creció en el pueblo cercano de Pähl, localidad que atrajo la atención de medios de comunicación durante la Copa Mundial de Fútbol de 2010.
Sus aficiones son los animales, jugar al golf y a las cartas.
Se casó con su novia Lisa Trede, una modelo alemana, en diciembre de 2009, después de estar comprometido por dos años. En junio de 2011 llegó a ser un embajador para YoungWings, un programa caritativo para ayudar a niños que han sufrido trauma.
En 2010 tuvo un episodio durante una rueda de prensa con el entonces entrenador de Argentina Diego Maradona, cuando el argentino declaró "No es normal que yo haga una conferencia de prensa con un jugador al lado". Maradona desconocía quién estaba sentado a su derecha, por lo que se levantó y se marchó. Posteriormente regresó y señaló: "Pido disculpas. No sabía que era un jugador. Pensaba que era el recogepelotas". Cuatro meses después, el futbolista de 20 años dejó de ser anónimo para Maradona cuando en un partido de los cuartos de final de la Copa Mundial de Fútbol de 2010, fue artífice de la victoria 4:0 de Alemania sobre la selección argentina al anotar un gol a los tres minutos del partido. "Ahora Maradona ya sabe quién soy", bromeó Müller tras la histórica victoria.